# 佐藤恒夫

佐藤 恒夫（さとう つねお、1925年12月18日 - 1992年9月16日）は宮城県出身（宮城県桃生郡廣渕村、現在の石巻市広渕）の元スピードスケート選手である。

## 略歴
- 苫小牧工業学校（現・北海道苫小牧工業高等学校）を経て日本大学専門部工科（現・工学部）を1951年に卒業。
  - 1949年度の第18回全日本スピードスケート選手権大会で1500mと5000mで1位となり、総合優勝を果たす。
  - 全日本選手権で1500mに1947、1949年度（1948年度は中止）2連覇。日本学生選手権で千五百㍍に1946、1947、1949年度の3回優勝。
- 苫小牧製紙（現・王子製紙）に入社。
- 1952年のオスロオリンピックに出場し500ｍで18位、1500mで11位だった[1][2]。
- 1952年ストックホルムの国際大会で千五百㍍に優勝し、世界選手権大会にも出場した。
- 引退後は王子製紙スピードスケート部監督、日本大学スケート部総監督に就任し、1968年のグルノーブル冬季オリンピックではスピードスケートのコーチを務めた。
- 1972年札幌冬季オリンピックにはスピードスケート国際スターター、国際計測員として参加。
- 1992年9月16日午前4時30分、東京警察病院にて肺不全のため66歳で死去。
- 公益財団法人東京都アイスホッケー連盟レフェリー委員長、佐藤雅広は長男。
- アイスホッケー日本代表で全米体育協会1部（NCAA Div.1）ニューハンプシャー州立大学を卒業（2021年）し、同じく1部のベントレー大学大学院に移籍した佐藤航平（1996年生まれ）は孫。（2022-2023シーズンはFinland2部MestisのJoKp→KeupaHTでプレー）